# La Garda d'Aimar
La Garde-Adhémar és un municipi francès situat al departament de la Droma i a la regió d'Alvèrnia-Roine-Alps. L'any 2007 tenia 1.138 habitants.

## Demografia

### Població
El 2007 la població de fet de La Garde-Adhémar era de 1.138 persones. Hi havia 447 famílies de les quals 117 eren unipersonals (65 homes vivint sols i 52 dones vivint soles), 153 parelles sense fills, 141 parelles amb fills i 36 famílies monoparentals amb fills.
La població ha evolucionat segons el següent gràfic:
Habitants censats

### Habitatges
El 2007 hi havia 566 habitatges, 473 eren l'habitatge principal de la família, 68 eren segones residències i 25 estaven desocupats. 542 eren cases i 19 eren apartaments. Dels 473 habitatges principals, 400 estaven ocupats pels seus propietaris, 60 estaven llogats i ocupats pels llogaters i 13 estaven cedits a títol gratuït; 7 tenien una cambra, 21 en tenien dues, 45 en tenien tres, 134 en tenien quatre i 265 en tenien cinc o més. 273 habitatges disposaven pel capbaix d'una plaça de pàrquing. A 200 habitatges hi havia un automòbil i a 251 n'hi havia dos o més.

### Piràmide de població
La piràmide de població per edats i sexe el 2009 era:
| Homes | Edats   | Dones |
| ----- | ------- | ----- |
| 0     | 95 o +  | 0     |
| 0     | 90 a 94 | 0     |
| 4     | 85 a 89 | 4     |
| 8     | 80 a 84 | 12    |
| 12    | 75 a 79 | 36    |
| 32    | 70 a 74 | 32    |
| 36    | 65 a 69 | 12    |
| 28    | 60 a 64 | 40    |
| 32    | 55 a 59 | 44    |
| 76    | 50 a 54 | 56    |
| 44    | 45 a 49 | 24    |
| 48    | 40 a 44 | 28    |
| 32    | 35 a 39 | 52    |
| 12    | 30 a 34 | 8     |
| 32    | 25 a 29 | 20    |
| 20    | 20 a 24 | 24    |
| 40    | 15 a 19 | 32    |
| 48    | 10 a 14 | 24    |
| 12    | 5 a 9   | 32    |
| 16    | 0 a 4   | 24    |

## Economia
El 2007 la població en edat de treballar era de 712 persones, 489 eren actives i 223 eren inactives. De les 489 persones actives 441 estaven ocupades (256 homes i 185 dones) i 48 estaven aturades (17 homes i 31 dones). De les 223 persones inactives 86 estaven jubilades, 71 estaven estudiant i 66 estaven classificades com a «altres inactius».

### Ingressos
El 2009 a La Garde-Adhémar hi havia 450 unitats fiscals que integraven 1.115,5 persones, la mediana anual d'ingressos fiscals per persona era de 21.887 €.

### Activitats econòmiques
Dels 44 establiments que hi havia el 2007, 1 era d'una empresa extractiva, 2 d'empreses alimentàries, 3 d'empreses de fabricació d'altres productes industrials, 4 d'empreses de construcció, 8 d'empreses de comerç i reparació d'automòbils, 1 d'una empresa de transport, 6 d'empreses d'hostatgeria i restauració, 1 d'una empresa d'informació i comunicació, 2 d'empreses financeres, 2 d'empreses immobiliàries, 11 d'empreses de serveis i 3 d'empreses classificades com a «altres activitats de serveis».
Dels 7 establiments de servei als particulars que hi havia el 2009, 1 era un taller de reparació d'automòbils i de material agrícola, 2 paletes, 1 guixaire pintor i 3 restaurants.
Dels 3 establiments comercials que hi havia el 2009, 1 era una botiga de menys de 120 m², 1 una fleca i 1 una botiga d'equipament de la llar.
L'any 2000 a La Garde-Adhémar hi havia 43 explotacions agrícoles que ocupaven un total de 612 hectàrees.

## Equipaments sanitaris i escolars
El 2009 hi havia 1 escola maternal i 1 escola elemental.

## Poblacions més properes
El següent diagrama mostra les poblacions més properes.